# Oscar du meilleur assistant réalisateur
L’Oscar du meilleur assistant réalisateur (Academy Award for Best Assistant Director) est une récompense cinématographique américaine décernée chaque année, de 1933 à 1937 par l'Academy of Motion Picture Arts and Sciences (AMPAS), laquelle décerne également tous les autres Oscars.

## Palmarès
Note : L'année indiquée est celle de la cérémonie, récompensant les films tournées au cours de l'année précédente. Les lauréats sont indiqués en tête de chaque catégorie et en caractères gras.
- 1933 : (la première année, le trophée n'était pas attribué pour un film en particulier)
  - Charles Barton (Paramount)
  - Rick James (Universal)
  - Charles Dorian (MGM)
  - Fred Fox (United Artists)
  - Gordon Hollingshead (Warner Bros. )
  - Dewey Starkey (RKO Radio)
  - William Tummel (Fox)
    - Al Alleborn (Warner Bros.)
    - Sid Brod (Paramount)
    - Orville O. Dull (M-G-M)
    - Percy Ikerd (Fox)
    - Arthur Jacobson (Paramount)
    - Edward Killy (RKO Radio)
    - Joseph A. McDonough (Universal)
    - William J. Reiter (Universal)
    - Frank Shaw (Warner Bros.)
    - Ben Silvey (UA)
    - John Waters (MGM)
- 1934 : John Waters – Viva Villa ! (Viva Villa!)
  - Scott Beal – Images de la vie (Imitation of Life)
  - Cullen Tate – Cléopâtre (Cleopatra)
- 1935 : Clem Beauchamp et Paul Wing – Les Trois Lanciers du Bengale (The Lives of a Bengal Lancer)
  - Joseph Newman – David Copperfield
  - Eric G. Stacey – Les Misérables
  - Sherry Shourds – Le Songe d'une nuit d'été (A Midsummer Night's Dream)
- 1936 : Jack Sullivan – La Charge de la brigade légère (The Charge of the Light Brigade)
  - Clem Beauchamp – Le Dernier des Mohicans (The Last of the Mohicans)
  - William Cannon – Anthony Adverse
  - Joseph Newman – San Francisco
  - Eric G. Stacey – Le Jardin d'Allah (The Garden of Allah)
- 1937 : Robert D. Webb – L'Incendie de Chicago (In Old Chicago)
  - Charles C. Coleman – Les Horizons perdus (Lost Horizon)
  - Russ Saunders – La Vie d'Émile Zola (The Life of Emile Zola)
  - Eric Stacey – Une étoile est née (A Star Is Born)
  - Hal Walker – Âmes à la mer (Souls at Sea)